# Bombo Radyo Philippines
Bombo Radyo Philippines (auch Radio Bombo) ist ein philippinischer Rundfunkveranstalter. Seine Hörfunksender sind in 90 Prozent des Landes zu empfangen. Der Sender betreibt 43 Sendestationen, dabei handelt es sich um 22 als Bombo Radyo geführte AM- und 21 Star FM genannte FM-Stationen. CEO von Radio Bombo ist Rogelio M. Florete.
Der Name des Senders geht auf das Wort Bombo im Hiligaynon zurück, das eine große Basstrommel bezeichnet.

## Geschichte
Obwohl Bombo oftmals Interviews mit dem ehemaligen Schachweltmeister Bobby Fischer führte, sorgte besonders ein am Mittag des 11. September 2001 US-amerikanischer Zeit bzw. kurz nach Mitternacht am 12. September 2001 philippinischer Zeit von Pablo Mercado gehaltenes und ausgestrahltes zwölfminütiges Interview für Aufsehen, in dem Fischer unter anderem die wenige Stunden zuvor geschehenen Terroranschläge in den Vereinigten Staaten guthieß, die US-amerikanische Außenpolitik und den NATO-Einsatz in Jugoslawien als Terrorismus bezeichnete und behauptete, der Holocaust sei von den Juden erfunden worden. Dabei sprach Fischer sich für einen Putsch in den Vereinigten Staaten wie im Film Seven Days in May und für die Tötung von jüdischen Anführern und US-Präsident George W. Bush aus.